# José Oliva Razzeto
José Oliva Razzeto (Ica, 1909 - Ibídem, 1974) fue un contador público y  político peruano, alcalde de la ciudad costeña de Ica en tres oportunidades.

## Biografía
Nació en la ciudad de Ica, Perú el 23 de febrero de 1909. Fue hijo de Humberto Oliva y de Felicita Razzetto. De ascendencia italiana. Hizo sus estudios primarios y secundarios en el Colegio San Luis Gonzaga de su tierra natal y luego siguió estudios en el Instituto Comercial del Perú, donde recibió el título de contador el año 1931. 

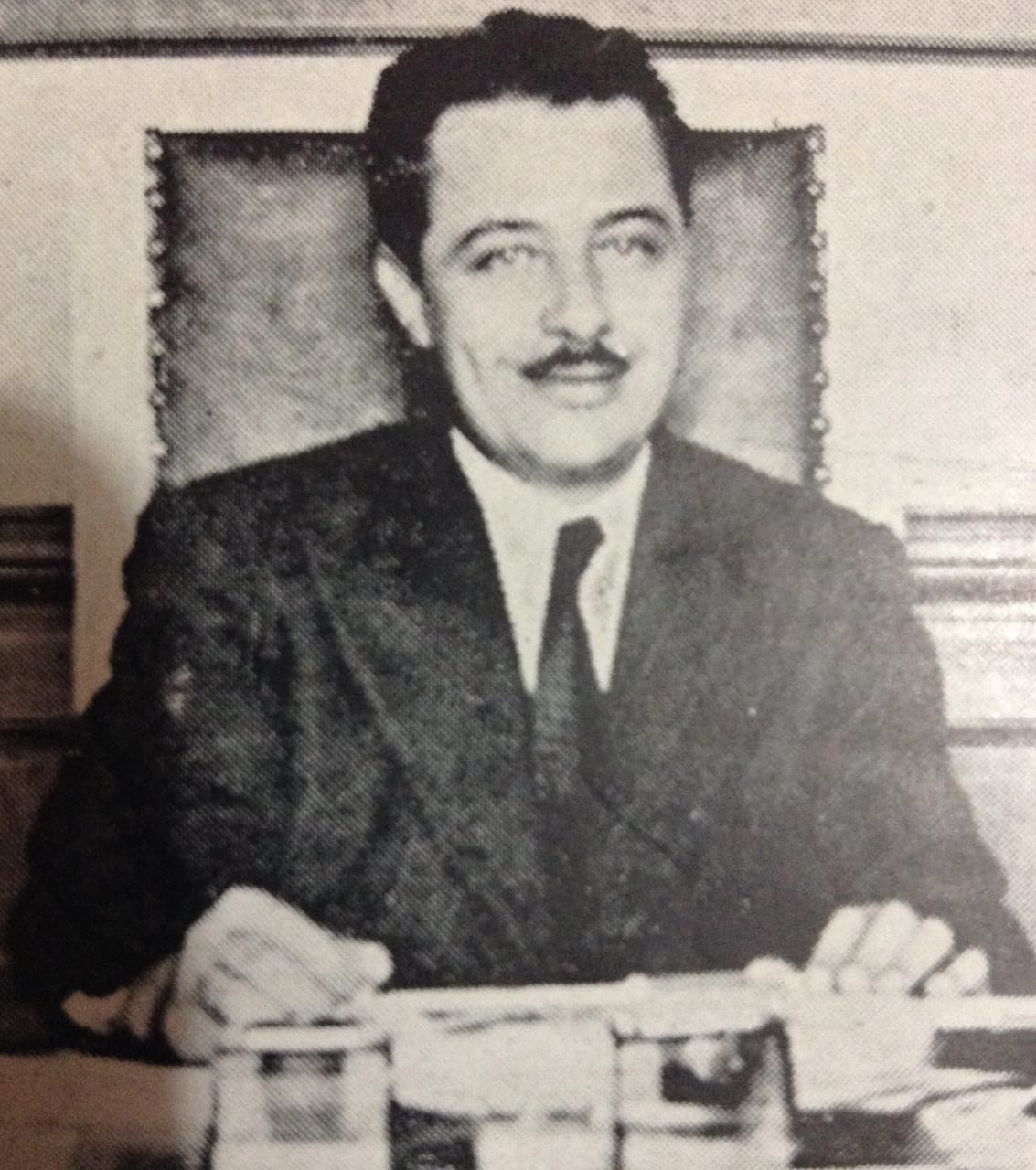
José Oliva Razzeto

Desde el año 1932 hasta 1940 formó parte del Concejo Provincial, desempeñándose en las inspecciones de estadísticas, espectáculos, alumbrado, rodaje y policía. Fue presidente del Club Social Ica, y como tal tuvo a su cargo el censo de la ciudad el año 1932. 
Estableció una fábrica de aserrar madera, una fábrica para clarificar pepita de algodón, y un depósito de pisco de primera calidad. A fines de los años treinta, fue agente de las llantas Firestone y también de la Agencia Marítima de Pisco Ltda. En la década de los años cincuenta y sesenta estuvo dedicado al comercio del algodón, importante rubro en el departamento de Ica. 
El año 1956 fue elegido secretario general del Comité Departamental Aprista de Ica; en esa oportunidad, el partido apoyó la candidatura de Manuel Prado Ugarteche a la presidencia de la República, y la lista pradista de candidatos a la representación parlamentaria, la cual obtuvo la victoria completa con dos senadores y cinco diputados. Fue alcalde de Ica desde setiembre de 1945, hasta el año 1948, y nuevamente desde enero del año 1964 hasta enero de 1970. Durante esta última gestión se remodeló la Plaza de Armas. En el año 1963, al crearse la Corporación de Reconstrucción y Desarrollo de Ica (CRYDI) fue designado para presidirla, compromiso que cumplió con responsabilidad y eficiencia.

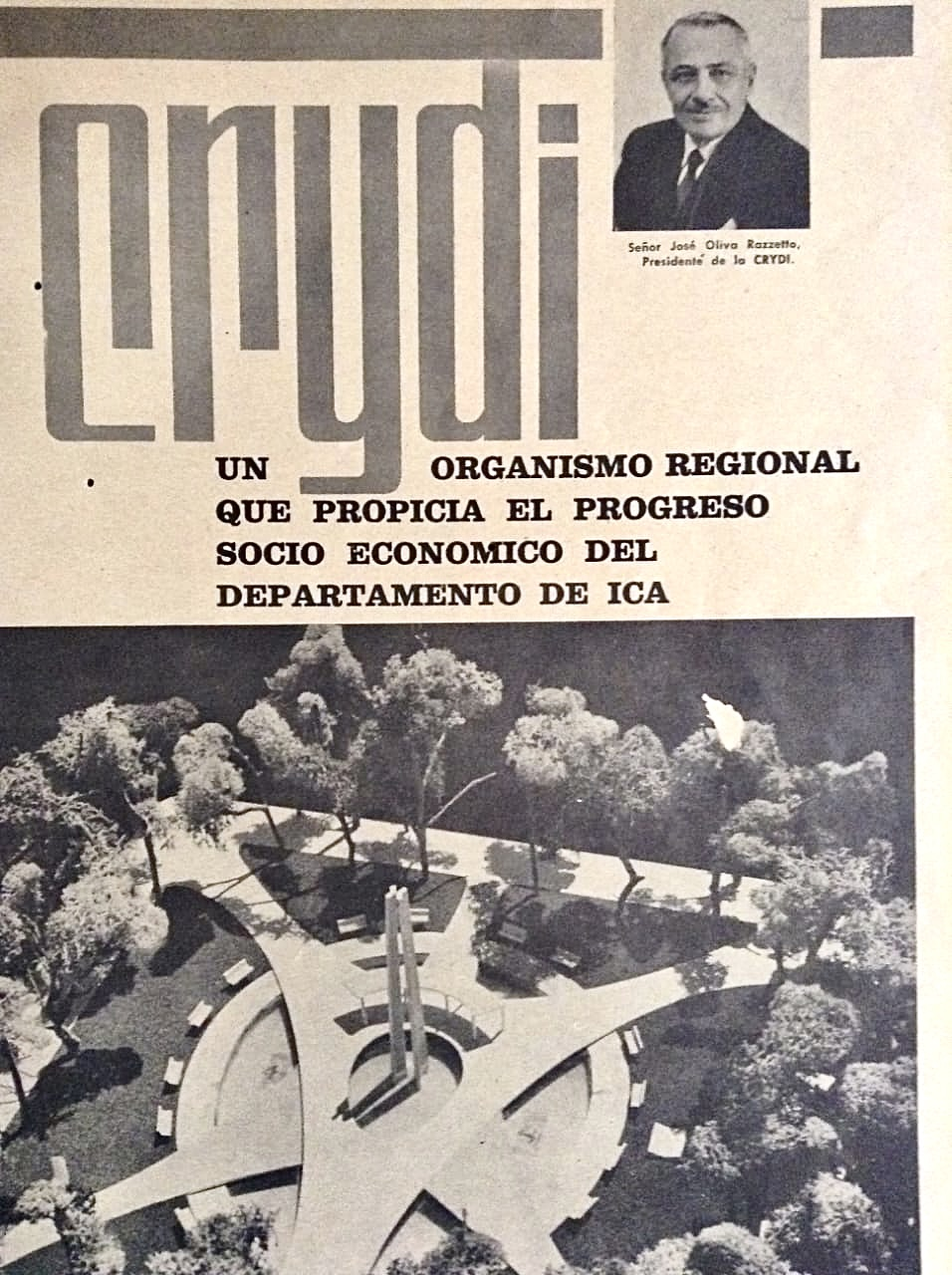
José Oliva Razzeto como presidente de la CRYDI en artículo del diario “La Voz de Ica” (1963).

Estuvo casado con Doña María Cira Uribe Menegoni, de ascendencia italiana, y tuvieron nueve hijos.
Falleció el jueves 22 de marzo de 1974 en su ciudad natal a la edad de 65 años.